# 르라망탱

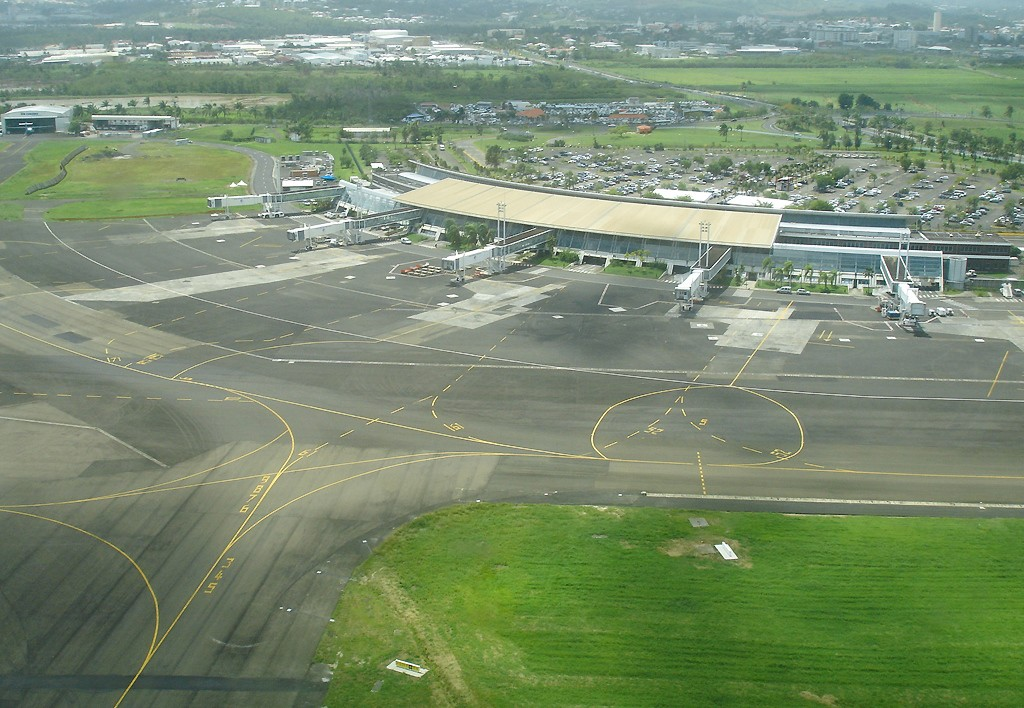
르라망탱

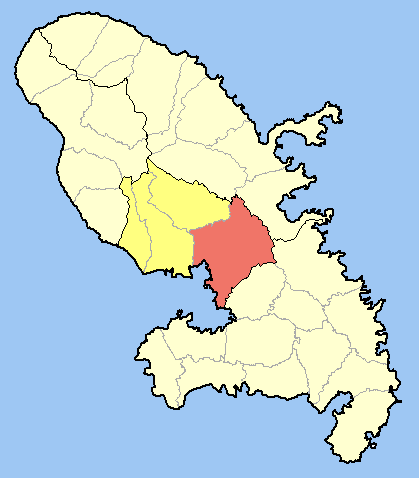
르라망탱의 위치

르라망탱(프랑스어: Le Lamentin)은 카리브해에 위치한 프랑스의 해외 레지옹인 마르티니크의 도시로 면적은 62.32km2, 인구는 40,841명(2013년 기준), 인구 밀도는 660명/km2이다.

## 같이 보기
- 마르티니크의 코뮌 목록